# Seien Shima
Seien Shima, nata Narei Suwa (島成園?, Shima Seien; Sakai, 18 febbraio 1892 – Takarazuka, 5 marzo 1970), è stata una pittrice giapponese, la più giovane delle tre famose artiste nihonga dell'era Taishō e del primo periodo Shōwa.
Nel 1912, a soli vent'anni, venne selezionata per esporre alla 6ª mostra Bunten e ricevette particolare attenzione per il suo distacco dalle tradizionali rappresentazioni femminili del genere bijin-ga (美人画, trad.: dipinti di belle donne), in accordo con la corrente della pittura giapponese dell'era Taisho ispirata ad uno stile espressivo realista.
Nota anche per la sua abilità nell'incisione e come illustratrice di romanzi popolari e riviste femminili, per i successi ottenuti con le sue opere rappresentò un esempio per le giovani donne che volevano intraprendere una carriera nella pittura, ispirandole a dipingere come attività creativa o professionale.

## Biografia
Narei Suwa nacque nel 1892 a Sakai, nella prefettura di Osaka, figlia del pittore Eikichi Shima e di Senga Suwa. Nel registro anagrafico del tempo risulta figlia adottiva della famiglia Suwa.
Il padre era un artista che dipingeva porte scorrevoli e il fratello maggiore, Mikaze Shima (vero nome: Shimaichi Jiro), era un pittore di ventagli. I nonni materni, presso i quali Narei trascorse parte della sua infanzia, abitavano in una grande casa da tè nel quartiere a luci rosse di Nyushu a Sakai.
Frequentò le scuole elementari di Shukuin e la scuola superiore femminile di Sakai, dove studiò economia domestica e artigianato. Intorno all'età di tredici anni si trasferì con la sua famiglia a Shimanouchi (島之内), un quartiere di intrattenimento di Osaka.

### Formazione e debutto artistico
Dall'età di circa quindici anni mostrò interesse per il lavoro del padre e del fratello maggiore e imparò a disegnare osservandoli e imitandoli.

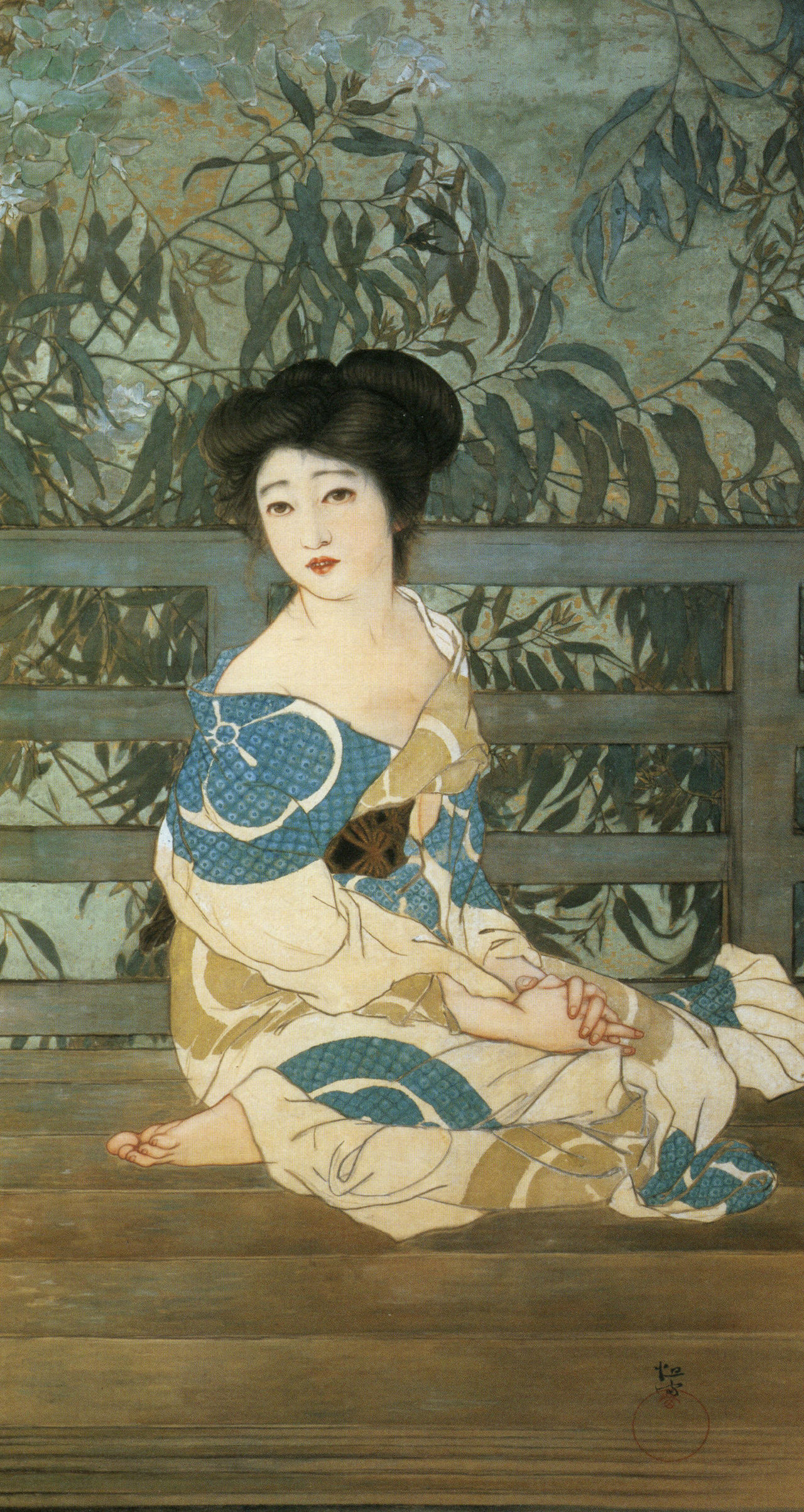
Yokugo (Dopo il bagno), dipinto di Kitano Tsunetomi, uno dei pittori con cui si formò Shima Seien

Il suo principale maestro fu Kitano Tsunetomi (北野恒富), un incisore e pittore della scuola shin-hanga, figura di spicco dei circoli artistici di Osaka, cofondatore con Noda Kyūho e altri artisti della Taisho Art Society, un'organizzazione volta alla promozione dell'arte tra i giovani e dell'Osaka Chawakai che sosteneva la libera creazione artistica, nella convinzione che i dipinti dovessero mostrare "ciò che è dentro lo spirito" dell'autore. Sebbene fosse riconosciuto come uno dei principali pittori e illustratori di bijin-ga, nei primi decenni del Novecento Tsunetomi abbandonò i convenzionali modelli di donne idealizzate ed eteree, per rappresentare nei suoi dipinti e stampe bellezze femminili dai tratti realistici e naturali, permeate di sensualità.
La giovane pittrice, seguendo le indicazioni del suo maestro e della sua scuola Hakuyosha, si orientò verso una rappresentazione femminile originale, non tipicizzata e solamente da ammirare, utilizzando gli autoritratti come parte di questo processo. Le esigenze di realismo sorte durante il periodo Taisho favorirono questa reinterpretazione della bellezza muliebre, estendendo la rappresentazione dei soggetti femminili all'ambiente sociale, alla vita quotidiana, alla fisicità e all'esplorazione dell'interiorità.
Nel 1911 partecipò alla Mostra di pittura giovanile di Osaka con un dipinto della poetessa del primo periodo Heian Ono no Komachi e qualche tempo dopo ricevette un encomio per l'opera esposta alla dodicesima mostra di Tatsumi Gakai. L'anno successivo, quando aveva soli vent'anni, Seien Shima fece il suo debutto ufficiale nel mondo dell'arte. La sua opera Souemon-chō no yuū (宗右衛門町の夕, Serata a Souemoncho), raffigurante due maiko in piedi all'angolo di una strada, venne selezionata per essere esposta alla 6ª mostra d'arte statale Mombushō Bijtsu Tenrankai (文部省美術展覧会), conosciuta con il termine abbreviato di Bunten (文展).

### Tre pittrici, tre capitali
Nel mondo dell'arte giapponese dell'epoca, incentrato su Tokyo e Kyoto, la comparsa di una giovane pittrice di Osaka fu salutata come una svolta. Insieme a Uemura Shōen 上村松園 e Ikeda Shōen 池田蕉園 divenne nota come una delle Sān dōu sān yuan  三都三園, ossia delle tre artiste "en" (in riferimento all'ultima sillaba dei loro nomi) delle tre "capitali" giapponesi: Osaka (Shima), Kyoto (Uemura) e Tokyo (Ikeda).
A differenza delle altre due artiste, Seien espresse nei suoi dipinti una notevole sensibilità per le questioni sociali. Alla 7ª mostra Bunten (1913) presentò il dipinto Matsuri no Yosōi (祭りのよそおい, Abbigliamento da festa), oggetto di un encomio, che ritraeva le differenze di classe tra ragazze: le tre giovani a sinistra del quadro, di elevata condizione sociale, indossano un elegante kimono chiuso da cinture obi e calzini tabi sui tradizionali sandali okobo, hanno ornamenti tra i capelli e un ventaglio in mano; distante da loro, sulla destra, un'altra ragazza in piedi e scalza, con un abito modesto, ha lo sguardo abbassato e tiene un ventaglio dietro la schiena.
Un articolo pubblicato su una rivista ridicolizzò il dipinto, criticandolo con argomenti frivoli e sostenendo che l'intento della sua autrice era quello di cercare un marito. Tuttavia, molte giovani donne interessate ad intraprendere la carriera artistica ricevettero un forte stimolo dal successo ottenuto da Shima.
Alla 12ª mostra di pittura di Mitsukoshi nel 1915 le sue opere furono esposte insieme a quelle di pittori famosi come Yokoyama Taikan, Takeuchi Seiho e Kitano Tsunetomi e alla 9ª mostra Bunten dello stesso anno, la sua opera Keiko no hima (稽古のひま, Tempo per la pratica) fu selezionata insieme a Mura no Warabe del fratello maggiore Mikaze, ricevendo notevoli apprezzamenti.
Nello stesso anno realizzò il dipinto Keshō (化粧, Trucco, 1915), nel quale veniva ritratta una donna in piedi che si prepara davanti ad uno specchio, con il kimono che le cade dalle spalle, lasciandole le braccia scoperte e un paravento sullo sfondo .

### 1916-1919

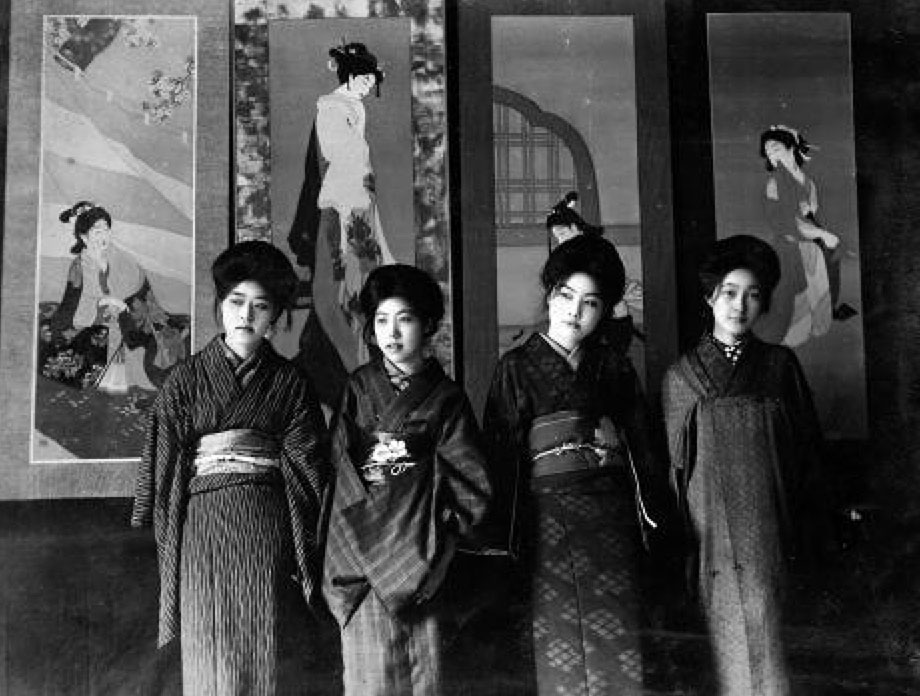
Alla prima mostra dell' "Associazione delle Quattro Donne". Da sinistra: Saraen Okamoto, Chigusa Kitani, Shima Seien, Kayou Matsumoto

Nel maggio 1916 si tenne a Osaka la prima mostra dell'Associazione delle quattro donne (Jo shi-ri no Kai, 女四人の会), di cui Shima Seien faceva parte con le pittrici Chigusa Kitani, Saraen Okamoto e Kayo Matsumoto. Il tema della mostra era l'opera letteraria Cinque donne amorose di Saikaku Ihara, scrittore del periodo Edo.
L'anno successivo, in occasione della mostra Bunten venne selezionato il suo dipinto Uta no Nakaba.
In quello stesso periodo, oltre a stampe e dipinti, Seien iniziò a realizzare frontespizi e illustrazioni per riviste e romanzi a puntate, come La strada per domani di Aimasa Nomura, Shiranui di Mikihiko Nagata e Golden di Koryoku Sato, pubblicato sul quotidiano Asahi Shimbun. Occasionalmente produsse xilografie, alcune comprese nella raccolta New Ukiyo-e Bijingo.

### Onnaおんな, 1917

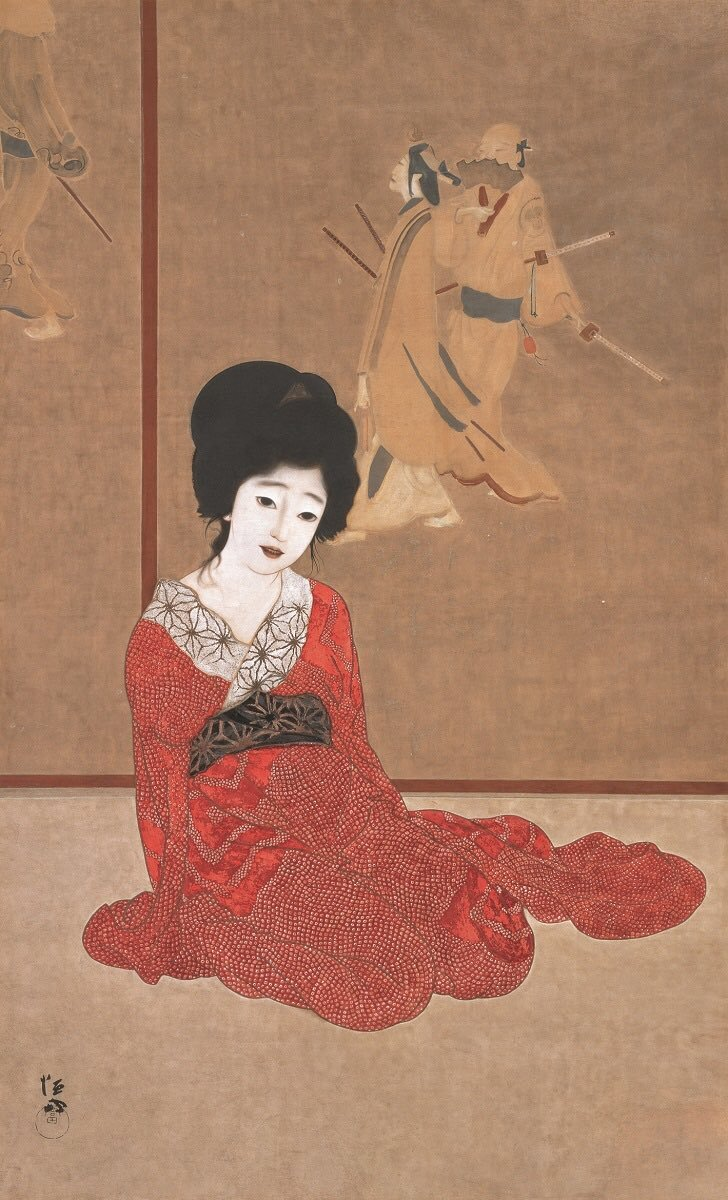
Atataka (暖か Caldo) di Kitano Tsunetomi

Nel 1917 realizzò Onna (inizialmente intitolato Kurokami no hokori (黒髪の誇り Orgoglio per i capelli neri), nel quale veniva ritratta una donna con la parte superiore del corpo nuda, intenta a pettinarsi i lunghissimi capelli, con uno sguardo insolito per i dipinti del tempo. Sul suo kimono compariva il disegno della maschera nō del demone femminile Han'nya.
In questo periodo i dipinti di nudo venivano duramente criticati ed è probabilmente per questo che la carica sensuale dell'opera risulta contenuta. Il dipinto venne presentato alla 4ª mostra Inten organizzata dal Nihon Bijutsuin, ma non fu selezionato.

### Senza titolo無題, 1918
Come Onna, anche Mudai (無題, Senza titolo, ma nota anche come Gashitsu no on'na, 画室の女, trad.: Donna nella studio di pittura, perché sullo sfondo si intravede uno schizzo di fiori e piante), si allontana dal tradizionale bijinga improntato a rappresentare la bellezza ideale.
Riproponendo la posa femminile del dipinto di Tsunetomi in Atataka (暖か, Caldo), probabilmente ambientato nella stanza di un quartiere a luci rosse, Mudai ritrae una donna seduta sulle ginocchia, vestita con un kimono nero, lo sguardo triste ma diretto puntato sullo spettatore, la bocca semiaperta, i cappelli scomposti e un visibile livido che parte dall'occhio destro e arriva alla guancia, un'immagine che è stata letta come una dimostrazione di solidarietà nei confronti delle donne maltrattate dagli uomini. L'opera, ritenuta un autoritratto della pittrice, è stata così commentata dall'autrice: "Ho raffigurato i sentimenti di una donna con una ferita che maledice il suo destino e maledice il mondo".
Senza titolo fu esposto alla Prima Mostra dell'associazione Osaka Chawakai, fondata nel 1918, tenutasi nel giugno dello stesso anno.

### Kyara no Kaoru伽羅の薫 , 1919
Nel 1919 il dipinto Kyara no Kaoru (伽羅の薫 ) venne selezionato per la seconda mostra dell'Accademia d'arte imperiale (Teiten). Quest'opera, in cui la madre di Seien fece da modella, si discosta dai dipinti precedenti, improntati ad uno stile realista. Ritrae a grandezza naturale, ma con uno stile grottesco simile ad un manga, una prostituta di Shimabara, con il corpo allungato e un kimono rosso evanescente, circoscritto da un contorno nero e sovrastato da grandi elementi bianchi.

### Matrimonio, trasferimento in Manciuria e ritorno a Osaka
Nel novembre 1919, su decisione del fratello e del padre che versava in gravi condizioni di salute e che sarebbe morto dopo pochi mesi, Seien si fidanzò con il banchiere Toyojiro Morimoto, laureato in giurisprudenza all'Università Imperiale di Kyoto e fratello maggiore di una suo allieva. Dopo il matrimonio Morimoto si trasferì a vivere a casa dei suoceri e questo nuovo progetto di convivenza, al quale la giovane artista non aveva dato pienamente il suo consenso, produsse dei cambiamenti nelle sue abitudini di vita che ebbero un influsso sulle sue creazioni. Così avrebbe commentato il suo nuovo status: "Quando entra in famiglia una donna come me, la cui unica vita è la pittura, fa del suo meglio, ma si chiede se potrà continuare a vivere esattamente la stessa vita di suo marito".
Nel 1920 Toyojiro venne trasferito nella filiale di Shanghai e Seien lo seguì, pur continuando a recarsi periodicamente a Osaka. In questo periodo produsse alcune opere che esploravano i costumi e le usanze cinesi, come Shanghǎi furen (上海婦人, La ragazza di Shanghai). Rispetto ai suoi lavori precedenti è stato rilevato dalla critica come questa produzione riveli minore originalità e interiorità, così come risulterebbero assenti i temi sociali.
Nel 1924 produsse un dipinto intitolato Autoritratto (自画像), nel quale compariva a mezzobusto, con alle spalle l'immagine di un attore kabuki. Lo studioso Chen Ching ha interpretato il ritratto - gli abiti, i capelli arruffati e il volto della donna, molto simile alle foto che ritraggono l'artista da giovane, ma con un'espressione stanca, quasi insoddisfatta della propria vita - come una rappresentazione dei suoi sentimenti dopo il matrimonio.
Nel 1927 Hayashi fu selezionato per l'8ª mostra Teiten, e in quella successiva del 1928 fu l'ultima volta che un suo dipinto venne accettato in una mostra importante.
Negli anni seguenti Seien seguì il marito nei suoi numerosi trasferimenti in Giappone e in Cina, allontanandosi da Osaka, la sua città natale artistica, da lei stessa definita "la mia eterna amante"; ridusse quasi del tutto la propria produzione e i suoi contatti con l'ambiente artistico.

### Attività nel dopoguerra
Nel 1945, dopo la fine della guerra, il marito di Seien raggiunse l'età del pensionamento e l'anno seguente la coppia fece ritorno a Osaka. La pittrice riprese gli studi, affiancata dalla sua allieva Narukun Okamoto, che le rimase vicina per oltre venti anni e che in seguito sarebbe stata adottata dalla famiglia del marito. Nel 1951 realizzò all'Osaka Daimaru la sua prima mostra personale; nel 1960 partecipò alla Mostra delle donne di Osaka, e da allora, fino al 1969, tenne annualmente una mostra con la sua allieva.

### Morte
Nel marzo 1970, qualche mese dopo essersi trasferita a Takarazuka, morì a causa di un ictus all'età di 78 anni.

### Mostre postume
Nel 2006 si è svolta ad Osaka presso il Tashimaya la mostra "Shima Seien e le pittrici di Naniwa", visitata da oltre 23.000 persone nel corso di 13 giorni, seguita nel 2008 dalla mostra "Donne pittrici a Osaka: bijin-ga e avanguardia nel XX secolo" tenuta presso la sala espositiva Shinsaibashi del Museo di arte moderna.
Nel 2021 tre opere dell'artista - Senza titolo 無題 (1918), Ohaguro おはぐろ(1920) e On'na (1917) sono state esposte al Museo Nazionale di arte moderna di Tokyo nella mostra  "Ayashii: immagini decadenti e grottesche della bellezza nell’arte giapponese moderna".
Tra dicembre 2023 e febbraio 2024 ha avuto luogo al Museo d'arte di Osaka Nakanoshima la mostra "Edizione definitiva delle pittrici di Osaka" nella quale sono state esposte 186 opere di 59 pittrici giapponesi legate a Osaka, attive nei periodi Meiji, Taisho e Showa. Il catalogo contiene un'autocritica all'espressione contenuta nel nome della mostra "edizione definitiva", in quanto il numero di artiste e opere scoperte nel corso del tempo si è rivelato via via in aumento. Due capitoli del catalogo della mostra sono stati riservati a Shima Sein, definita una "pioniera".